# Oost

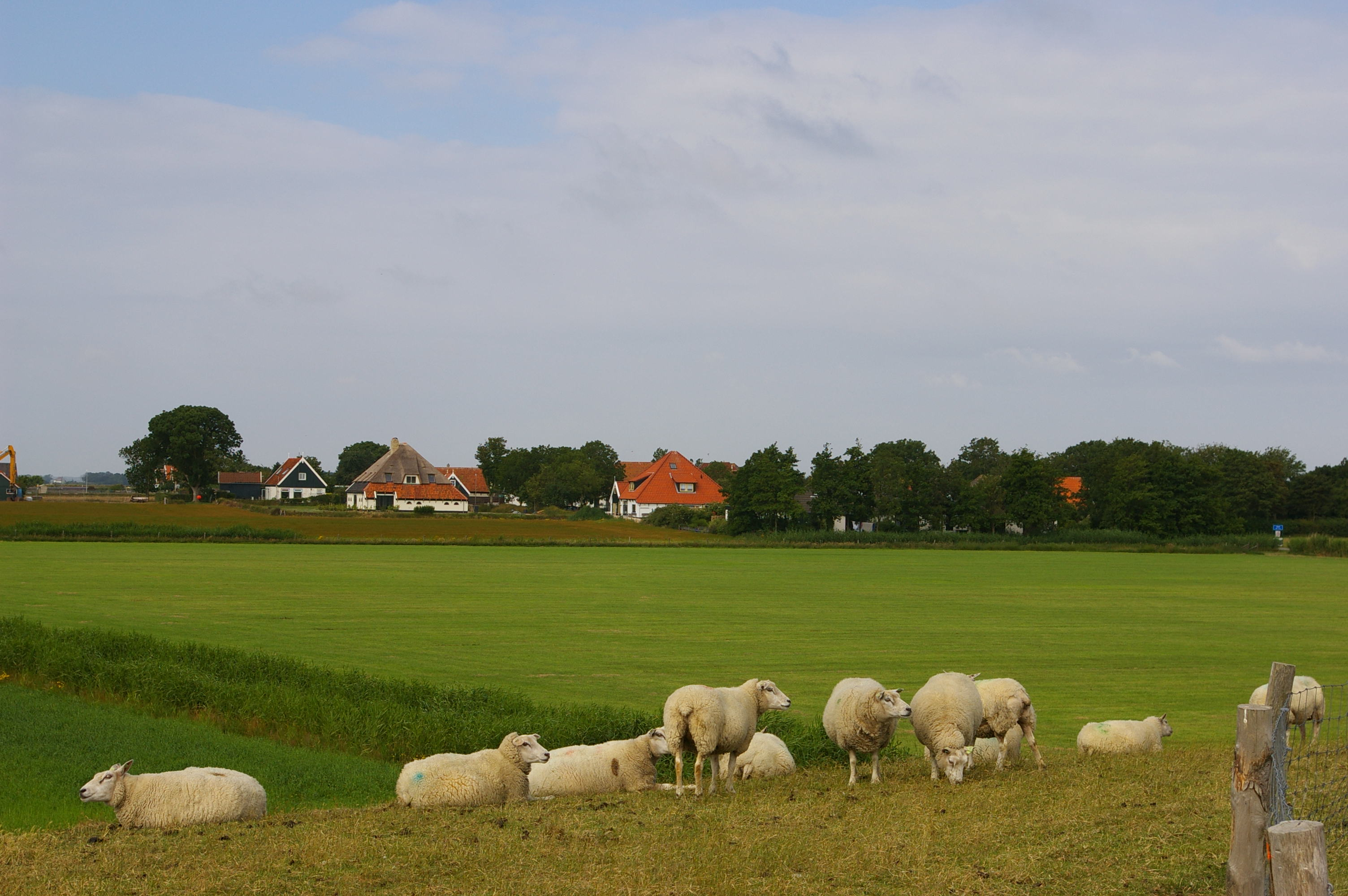
Oost, über ein Feld gesehen

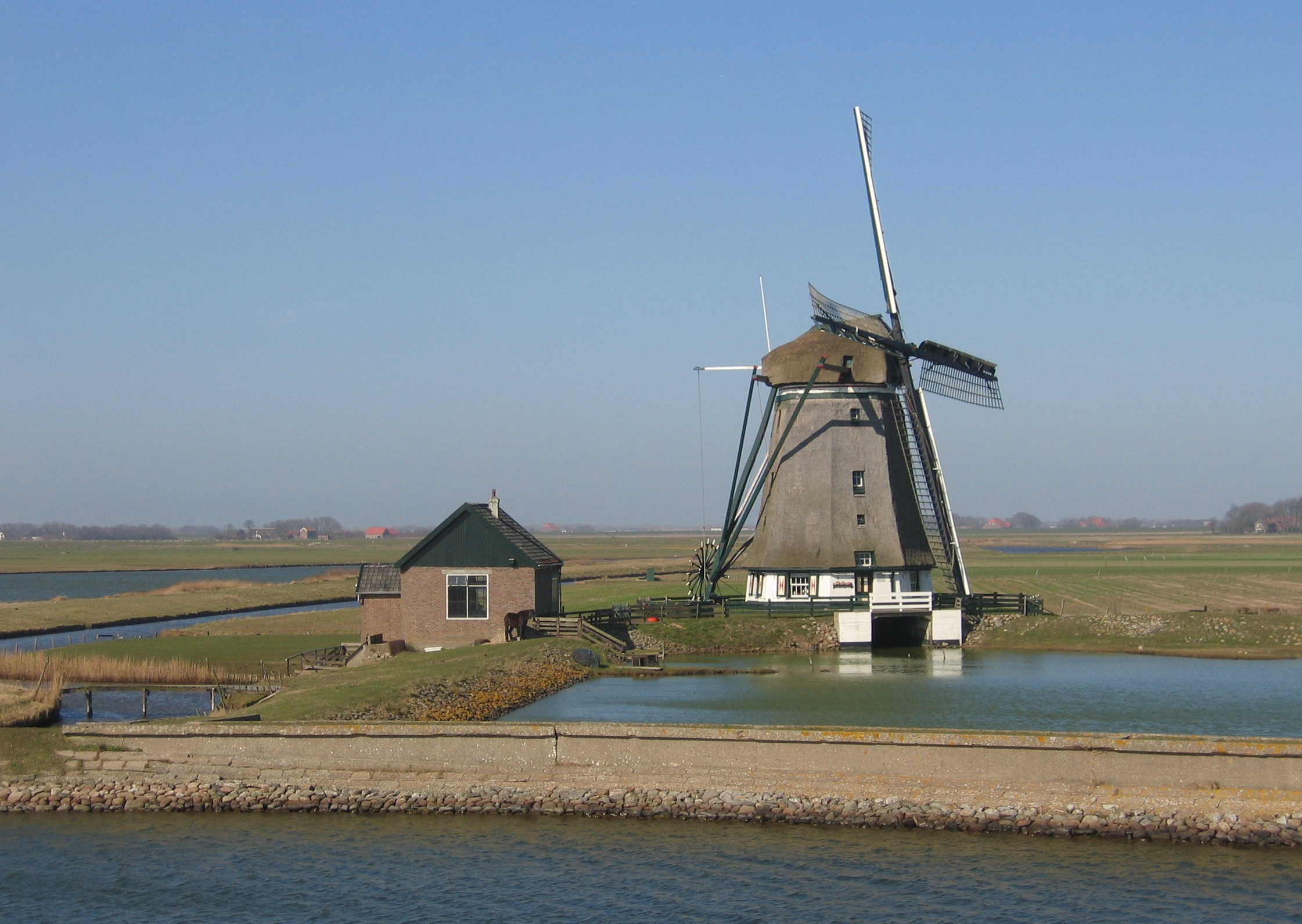
Windmühle bei Oost

Oost ist ein kleiner Ort auf der Insel Texel in der niederländischen Provinz Nordholland. Oost besteht nur aus wenigen Häusern und liegt etwa 1,5 km nordöstlich des größeren Oosterend hinter einem Deich am Wattenmeer.

## Geschichte und Beschreibung
Oost ist schon seit Jahrhunderten besiedelt und bestand früher großenteils aus Bauernhöfen, aber auch der Fischfang spielte eine Rolle.
Hinter dem Deich führt eine Gracht entlang, die nördlich von Oost mit natürlichen Gewässern verbunden ist, die wiederum mit dem Feuchtgebiet Rommelpot in der Inselmitte in Verbindung stehen. Dieses Gebiet heißt De Bol. Hier befindet sich auch die alte Poldermühle Het Noorden. Sie sorgte früher für die Entwässerung der Insel. Der Wind wurde mit den vier mächtigen Flügeln eingefangen, in Drehenergie verwandelt und trieb im Keller eine Archimedische Schraube an. Diese förderte das Wasser aus den Entwässerungsgräben in einige Haltebecken. Diese konnten dann bei Ebbe mit Toren im Deich zum Wattenmeer hin entwässert werden. Die Anlage ging mit der Deicherhöhung um 1965 außer Betrieb. Die Entwässerung wird inzwischen von der Pumpstation Krassekeet übernommen. Die Mühle selbst wurde durch den Verein Vereniging De Hollandsche Molen restauriert und wird von ihm instand gehalten. Von den Toren zum Wattenmeer ist nur noch ein Rest an der Innenseite des Deichs zu erkennen.